# Ismannsdorf
Ismannsdorf is een plaats in de Duitse gemeente Windsbach, deelstaat Beieren.